# Rutu Modan
Rutu Modan — en hebreu: רותו מודן — (1 de febrer de 1966) és una editora, comicaire i il·lustradora israeliana, fundadora del col·lectiu Actus Tragicus i representant del moviment de la novel·la gràfica.

## Infància i joventut
Rutu Modan va néixer a Tel Hashomer (Israel) el 1966 en una família de destacats professionals sanitaris: el seu pare era Baruch Modan, un investigador del càncer que arribaria a ser director general del Ministeri de Salut israelià en els anys vuitanta, mentre que la seva mare era l'epidemiòloga Michaela Modan, especialitzada en el tractament de la diabetis. Tots ells es traslladarien a Afeka, un barri al nord de Tel-Aviv, quan la jove Rutu tenia deu anys i ja dibuixava els seus còmics. També la seva germana Dana Modan optaria pel món de l'art, desenvolupant una carrera d'actriu i escriptora.
Després de graduar-se amb honors en l'Acadèmia Bezalel d'Art i Disseny de Jerusalem, va dirigir el 1994 la versió hebrea de la revista MAD, juntament amb Yirmi Pinkus. Quan aquesta va tancar a l'any per falta de vendes, tots dos van fundar l'editorial independent Actus Tragicus.
Modan va rebre el premi al millor artista jove de l'any el 1997, i el premi al millor llibre infantil il·lustrat del Departament de Joventut del Museu d'Israel el 1998. Modan va publicar també els relats «The Homecoming» i «Your Number One Fan» a les col·leccions Happy End (2002) i How to Love (2007). Un parell d'anys abans, el 2005, Rutu Modan havia estat triada com artista revelació per la Fundació per a l'Excel·lència Cultural Israeliana.

## Reconeixement internacional
A principis de 2007 va publicar també la novel·la gràfica Metralla, que tracta de les relacions paterno-filials partint d'un atemptat contra un autobús israelià produït en juny de 2002. Tal obra significaria el seu salt a la palestra internacional.
Des de maig fins a octubre de 2007 sis còmics de Modan expliquen la seva pròpia vida. Han sigut publicades a la pàgina web del New York Times en forma de «blog visual» (traduïdes a l'anglès per Ishai Mishory). També va passar una temporada a Sheffield (Regne Unit).
Entre el 29 de juny i el 2 de novembre de 2009, serialitzà al New York Times Magazine els 17 fulletons de la novel·la gràfica The murder of the terminal patient. A l'agost havia tornat amb la seva família al seu país natal i s'instal·la a Tel-Aviv.

## Obres
Còmics
- "The Romanian Circus", Jetlag, Tel-Aviv, Top Shelf Productions, 1999, ISBN 965-90221-0-7
- "The Panty Killer", The Actus Box: Five Graphic Novellas, Top Shelf Productions, 2001, ISBN 978-965-90221-3-7
- "The Homecoming", Happy End, Top Shelf Productions, 2002, ISBN 978-965-90221-4-4
- "Bygone", Flipper vol. 2, Top Shelf Productions, ISBN 965-90221-1-5
- "Energy Blockage", Dead Herring Comics, Top Shelf Productions, 2004, ISBN 978-965-90221-5-1
- "Your Number One Fan", How To Love, Top Shelf Productions, 2007, ISBN 978-965-90221-6-8
- "Metralla", Ediciones Sinsentido, 2006.[2] Publicada poc després com Exit Wounds, Drawn and Quarterly, 2007, ISBN 978-1897299067.[1]
- Mixed Emotions, 2007–, blog visual en el New York Times
- The Murder of the Terminal Patient, 2008, New York Times Magazine.
- Túnels, Editorial Finestres, 2022, ISBN 9788412426137
- La Propietat, Editorial Finestres, 2023, ISBN 978-84-19523-06-8

Llibres infantils
- Where Is?, escrit per Tamar Bergman, Houghton Mifflin/Walter Lorraine Books 2002, ISBN 978-0-618-09539-1
- Dad Runs Away With The Circus, escrit per Etgar Keret, Cambridge, Candlewick Press, 2004, ISBN 0-7636-2247-8
- La cena con la reina, 2010, Fulgencio Pimentel & hijos, 2017. ISBN 9788416167562